# Heesch
Heesch est un village situé dans la commune néerlandaise de Bernheze, dans la province du Brabant-Septentrional. Le 1er janvier 2008, le village comptait 12 547 habitants.
Le 1er janvier 1994, les communes de Heeswijk-Dinther et Nistelrode sont rattachées à la commune de Heesch. Cette nouvelle commune change de nom au 1er janvier 1995 pour devenir Bernheze.